# لورنزو باندینی
لورنزو باندینی (انگلیسی: Lorenzo Bandini؛ ۲۱ دسامبر ۱۹۳۵ – ۱۰ مهٔ ۱۹۶۷) رانندهٔ مسابقات اتومبیل‌رانی اهل ایتالیا بود که با تیم‌های اسکودریا سنترو ساد و اسکودریا فراری در مسابقات فرمول یک شرکت کرد.

## تصادف و مرگ
در ۷ مهٔ ۱۹۶۷، باندینی که در جایزه بزرگ موناکو برای کسب جایگاه نخست در حال رقابت با دنی هولم بود، در دور هشتاد و دوم در چیکان بندرگاه کنترل خودروی خود را از دست داد. در هنگام ورود او به این پیچ، چرخ عقب خودروی او با گارد ریل برخورد کرد و خودرو را از کنترل او خارج کرد. خودروی فراری باندینی پس از آن با یک ستون سبک برخورد کرده و واژگون شد. خودروی او در این میان با توده‌های کاه کنار پیچ برخورد کرده و مخزن سوخت آن سوراخ شد، و همزمان با واژگونی خودرو و گیر افتادن باندینی در زیر آن، جرقه‌های ایجاد شده باعث شعله‌ور شدن بنزین شدند. مارشال‌های پیست خودروی باندینی را برگردانده و او را که بیهوش شده‌بود از داخل خودروی آتش‌گرفته بیرون کشیدند. تصور می‌شود که در زمان تلاش برای برگرداندن خودروی واژگون‌شده، بنزین به سیستم ترمز داغ یا لولهٔ اگزوز خودرو نشت کرده و منفجر شده‌است. پس از بیرون کشیدن باندینی دور کردن او از خودرو، آتش‌سوزی دیگری بر اثر انفجار مخزن سوخت به وقوع پیوست.
باندینی متحمل سوختگی‌های درجه سه شد که ۷۰٪ از سطح بدن او را پوشانده‌بودند. علاوه بر این، جراحتی در قفسهٔ سینهٔ او ایجاد شد و در ده نقطه از قفسهٔ سینه دچار شکستگی شد. او سه روز پس از تصادف تسلیم جراحت‌های خود شد و در بیمارستان پرنسس گریس در مونت‌کارلو درگذشت.
نگرانی‌هایی در خصوص عجله در نجات باندینی از حادثه وجود داشت؛ با این حال محققان موناکو در ۱۰ مهٔ اعلام کردند که «عملیات ایمنی به‌درستی انجام گرفته‌اند». توده‌های کاه که در نتیجهٔ این تصادف استفاده از آن‌ها در تمامی مسابقات فرمول یک ممنوع شد، در سال بعد با یک گارد ریل طویل‌تر جایگزین شدند.
مراسم خاکسپاری باندینی در ۱۳ مه در رجیولو برگزار شد و حدود ۱۰۰٬۰۰۰ نفر در این مراسم شرکت کردند. بدن او بعداً در قبرستان لامبرا در میلان دفن شد.

## سابقه در مسابقات

### نتایج کامل در فرمول یک
(کلید)
| سال   | شرکت‌کننده                  | شاسی         | موتور                    | ۱                | ۲         | ۳           | ۴         | ۵           | ۶        | ۷          | ۸         | ۹             | ۱۰              | ۱۱    | ق.ر.    | امتیاز |
| ----- | -------------------------- | ------------ | ------------------------ | ---------------- | --------- | ----------- | --------- | ----------- | -------- | ---------- | --------- | ------------- | --------------- | ----- | ------- | ------ |
| ۱۹۶۱  | اسکودریا سنترو ساد         | کوپر تی۵۳    | مازراتی ۶–۱۵۰۰ ۱٫۵ ۴ خطی | موناکو           | هلند      | بلژیک ب.    | فرانسه    | بریتانیا ۱۲ | آلمان ب. | ایتالیا ۸  | آمریکا    |               |                 |       | ر.ن.    | ۰      |
| ۱۹۶۲  | اسکودریا فراری اس‌پی‌ای سفاک | فراری ۱۵۶    | فراری ۱۷۸ ۱٫۵ وی۶        | هلند             | موناکو ۳  | بلژیک       | فرانسه    | بریتانیا    | آلمان ب. | ایتالیا ۸  | آمریکا    | آفریقای جنوبی |                 |       | دوازدهم | ۴      |
| ۱۹۶۳  | اسکودریا سنترو ساد         | بی‌آرام پی۵۷  | بی‌آرام پی۵۶ ۱٫۵ وی۸      | موناکو           | بلژیک     | هلند        | فرانسه ۱۰ | بریتانیا ۵  | آلمان ب. |            |           |               |                 |       | دهم     | ۶      |
| ۱۹۶۳  | اسکودریا فراری اس‌پی‌ای سفاک | فراری ۱۵۶    | فراری ۱۷۸ ۱٫۵ وی۶        |                  |           |             |           |             |          | ایتالیا ب. | آمریکا ۵  | مکزیک ب.      | آفریقای جنوبی ۵ |       | دهم     | ۶      |
| ۱۹۶۴  | اسکودریا فراری اس‌پی‌ای سفاک | فراری ۱۵۶    | فراری ۱۷۸ ۱٫۵ وی۶        | موناکو ۱۰        |           |             |           | بریتانیا ۵  | آلمان ۳  | اتریش ۱    |           |               |                 |       | چهارم   | ۲۳     |
| ۱۹۶۴  | اسکودریا فراری اس‌پی‌ای سفاک | فراری ۱۵۸    | فراری ۲۰۵بی ۱٫۵ وی۸      |                  | هلند ب.   | بلژیک ب.    | فرانسه ۹  |             |          |            | ایتالیا ۳ |               |                 |       | چهارم   | ۲۳     |
| ۱۹۶۴  | تیم مسابقه آمریکای شمالی   | فراری ۱۵۱۲   | فراری ۲۰۷ ۱٫۵ ۱۲ تخت     |                  |           |             |           |             |          |            |           | آمریکا ب.     | مکزیک ۳         |       | چهارم   | ۲۳     |
| ۱۹۶۵  | اسکودریا فراری اس‌پی‌ای سفاک | فراری ۱۵۱۲   | فراری ۲۰۷ ۱٫۵ ۱۲ تخت     | آفریقای جنوبی ۱۵ | موناکو ۲  | بلژیک ۹     | فرانسه ۸  |             |          |            | ایتالیا ۴ | آمریکا ۴      | مکزیک ۸         |       | ششم     | ۱۳     |
| ۱۹۶۵  | اسکودریا فراری اس‌پی‌ای سفاک | فراری ۱۵۸    | فراری ۲۰۵بی ۱٫۵ وی۸      |                  |           |             |           | بریتانیا ب  | هلند ۹   | آلمان ۶    |           |               |                 |       | ششم     | ۱۳     |
| ۱۹۶۶  | اسکودریا فراری اس‌پی‌ای سفاک | فراری ۲۴۶    | فراری ۲۲۸ ۲٫۴ وی۶        | موناکو ۲         | بلژیک ۳   |             |           |             |          |            |           |               |                 |       | نهم     | ۱۲     |
| ۱۹۶۶  | اسکودریا فراری اس‌پی‌ای سفاک | فراری ۳۱۲/۶۶ | فراری ۲۱۸ ۳٫۰ وی۱۲       |                  |           | فرانسه ر.ن. | بریتانیا  | هلند ۶      | آلمان ۶  | ایتالیا ب. | آمریکا ب. | مکزیک         |                 |       | نهم     | ۱۲     |
| ۱۹۶۷  | اسکودریا فراری ای‌پی‌ای سفاک | فراری ۳۱۲/۶۷ | فراری ۲۴۲ ۳٫۰ وی۱۲       | آفریقای جنوبی    | موناکو ب. | هلند        | بلژیک     | فرانسه      | بریتانیا | آلمان      | کانادا    | ایتالیا       | آمریکا          | مکزیک | ر.ن.    | ۰      |
| منبع: |                            |              |                          |                  |           |             |           |             |          |            |           |               |                 |       |         |        |

### نتایج کامل در مسابقات غیر قهرمانی فرمول یک
(کلید) (مسابقه‌هایی که به‌صورت پررنگ نوشته شده‌اند نشانگر پول پوزیشن، و مسابقاتی که به‌صورت ایتالیک نوشته شده‌اند نشانگر سریع‌ترین دور هستند)
| سال   | شرکت‌کننده                  | شاسی         | موتور                    | ۱                 | ۲               | ۳               | ۴                 | ۵               | ۶          | ۷                    | ۸               | ۹         | ۱۰         | ۱۱            | ۱۲        | ۱۳      | ۱۴        | ۱۵                | ۱۶            | ۱۷          | ۱۸       | ۱۹  | ۲۰    | ۲۱            |
| ----- | -------------------------- | ------------ | ------------------------ | ----------------- | --------------- | --------------- | ----------------- | --------------- | ---------- | -------------------- | --------------- | --------- | ---------- | ------------- | --------- | ------- | --------- | ----------------- | ------------- | ----------- | -------- | --- | ----- | ------------- |
| ۱۹۶۱  | اسکودریا سنترو ساد         | کوپر تی۵۳    | مازراتی ۶–۱۵۰۰ ۱٫۵ ۴ خطی | لومبنک            | گلاور           | پائو ۳          | بروکسل            | وین             | اینتری     | سیراکوز ۷            | ناپل ۳          | لندن      | سیلور سیتی | سالیتود       | کانونلوپت | دانمارک | مودنا ب.  | فلوگ‌پلاتزرنن ع.ش. |               |             |          |     |       |               |
| ۱۹۶۱  | اسکودریا سنترو ساد         | کوپر تی۵۱    | مازراتی ۶–۱۵۰۰ ۱٫۵ ۴ خطی |                   |                 |                 |                   |                 |            |                      |                 |           |            |               |           |         |           | فلوگ‌پلاتزرنن ر.ن. | جام طلای جهان | لوییس-اوانز | واللونگا | رند | ناتال | آفریقای جنوبی |
| ۱۹۶۲  | اسکودریا فراری اس‌پی‌ای سفاک | فراری ۱۵۶    | فراری ۱۷۸ ۱٫۵ وی۶        | کیپ               | بروکسل          | لومبنک          | لاوانت            | گلاور           | پائو ۵     | اینتری               | جایزه بین‌المللی | ناپل ۲    | مالوری     | کریستال پالاس | رایمز     | سولیتود | کانونلوپت | مدیترانه ۱        | دانمارک       | اولتون      | مکزیک    | رند | ناتال |               |
| ۱۹۶۳  | اسکودریا سنترو ساد         | کوپر تی۵۳    | مازراتی ۶–۱۵۰۰ ۱٫۵ ۴ خطی | لومبنک            | گلاور           | پائو            | ایمولا ب.         | سیراکوز ب.      | اینتری     |                      |                 |           |            |               |           |         |           |                   |               |             |          |     |       |               |
| ۱۹۶۳  | اسکودریا سنترو ساد         | بی‌آرام پی۵۷  | بی‌آرام پی۵۶ ۱٫۵ وی۸      |                   |                 |                 |                   |                 |            | جایزه بین‌المللی ر.ص. | رم              | سولیتود ۴ | کانونلوپت  | مدیترانه ۳    | اتریش     | اولتون  |           |                   |               |             |          |     |       |               |
| ۱۹۶۳  | اسکودریا فراری اس‌پی‌ای سفاک | فراری ۱۵۶    | فراری ۱۷۸ ۱٫۵ وی۶        |                   |                 |                 |                   |                 |            |                      |                 |           |            |               |           |         | رند ۲     |                   |               |             |          |     |       |               |
| ۱۹۶۴  | اسکودریا فراری اس‌پی‌ای سفاک | فراری ۱۵۶    | فراری ۱۷۸ ۱٫۵ وی۶        | دیلی میرور        | نیوز آو د وورلد | سیراکوز ۲       | اینتری            | جایزه بین‌المللی | سولیتود ب. | مدیترانه             | رند             |           |            |               |           |         |           |                   |               |             |          |     |       |               |
| ۱۹۶۵  | اسکودریا فراری اس‌پی‌ای سفاک | فراری ۱۵۱۲   | فراری ۲۰۷ ۱٫۵ ۱۲ تخت     | مسابقه قهرمانان   | سیراکوز ۳       | ساندی میرور     | جایزه بین‌المللی ۷ | مدیترانه        | رند        |                      |                 |           |            |               |           |         |           |                   |               |             |          |     |       |               |
| ۱۹۶۶  | اسکودریا فراری اس‌پی‌ای سفاک | فراری ۲۴۶    | فراری ۲۲۸ ۲٫۴ وی۶        | آفریقای جنوبی     | سیراکوز ۲       | جایزه بین‌المللی | اولتون            |                 |            |                      |                 |           |            |               |           |         |           |                   |               |             |          |     |       |               |
| ۱۹۶۷  | اسکودریا فراری اس‌پی‌ای سفاک | فراری ۳۱۲/۶۷ | فراری ۲۴۲ ۳٫۰ وی۱۲       | مسابقه قهرمانان ۲ | جام بهار        | جایزه بین‌المللی | سیارکوز           | اولتون          | اسپانیا    |                      |                 |           |            |               |           |         |           |                   |               |             |          |     |       |               |
| منبع: |                            |              |                          |                   |                 |                 |                   |                 |            |                      |                 |           |            |               |           |         |           |                   |               |             |          |     |       |               |